# Дорогин, Александр Сергеевич
Алекса́ндр Серге́евич Доро́гин (20.08.1930 год, Рубежное, Луганская область- 06.01.2017 год, Рубежное, Луганская область) — передовик производства, старший аппаратчик Рубежанского ордена Ленина производственного объединения «Краситель», Луганская область, УССР. Герой Социалистического Труда (1971).

## Биография
Родился в 1930 году в городе Рубежное в семье инженера-строителя. После начала Великой Отечественной войны его отец и старший брат ушли на фронт, где вскоре погибли. В 1942 году, будучи подростком, прибился к одному из подразделений Ростовской Таманской Бранденбургской Краснознамённой ордена Суворова 2-й степени стрелковой дивизии. В качестве «сына полка» прошёл с дивизией через всю войну, выполнял разведывательные задания в тылу врага.
После окончания войны вернулся домой, окончил ПТУ № 5 и в 1949 году принят на работу аппаратчиком цеха № 9 ВО «Краситель». В 1951 году призван в ряды ВС СССР, где служил в течение последующих пяти лет. После армии вернулся на родное предприятия, где проработал до 1977 года.
В 1971 году удостоен звания Героя Социалистического труда. В 1977 году избирался делегатом XXV съезда КПСС.

## Награды
- Герой Социалистического Труда — указом Президиума Верховного Совета СССР от 20 апреля 1971 года.
- Орден Ленина
- Медаль «За боевые заслуги»
- Орден Красной Звезды
- Орден Отечественной войны II степени (1985)[1]
- Почётный гражданин города Рубежное (2009)[2]